# As the Gods Will
As the Gods Will (en japonés: 神さまの言うとおり, Kamisama No Iu Tôri?) es una película japonesa de terror sobrenatural dirigida por Takashi Miike en 2014. Está basada en el manga homónimo de Muneyuki Kaneshiro y Akeji Fujimura.

## Argumento
Shun Takahata vive una vida normal como estudiante de secundaria, aburrida y monótona, pasa gran parte de su tiempo jugando videojuegos violentos. Pero un día su vida cambia radicalmente, la cabeza de su maestro explota y en su lugar aparece un muñeco Daruma que obliga a Shun y sus compañeros de clase a jugar a "Daruma-san ga koronda" (escondite inglés) un juego infantil, con el inconveniente de que los perdedores son asesinados. 
Después del juego, Shun se encuentra con su amiga de la infancia Ichika y descubren que tienen que seguir jugando una serie de juegos infantiles mortales si quieren sobrevivir.

Más tarde descubren que todas las escuelas están pasando por el mismo infierno. Todo este suceso está relacionado con unos extraños cubos blancos que han aparecido en el cielo, obligados por un misterioso "Dios". Shun y sus amigos jugarán y ganarán una serie de juegos infantiles en un intento de salvar sus vidas.

## Juegos
Los juegos a los que Takahata y sus compañeros se ven obligados a jugar están ordenados según las reglas del Shiritori, un juego donde los participantes deben pronunciar una serie de palabras en cadena siempre que la siguiente palabra comience con la última sílaba de la anterior.
- Daruma-san ga koronda (だるまさんがころんだ?), es una variante japonesa del clásico juego conocido en España como el escondite inglés. Uno de los jugadores participantes debe lograr presionar el botón ubicado detrás de la cabeza del Daruma, dentro de un límite de tiempo. Cualquiera que sea sorprendido en movimiento será decapitado telepáticamente.

- Maneki-neko (招き猫, maneki neko?) conocido como "el gato de la suerte", está inspirado en el adorno japonés del mismo nombre. Uno de los jugadores debe lograr encestar un cascabel en una canasta que está sujeta alrededor del cuello de un gato gigante, dentro de un límite de tiempo, y mientras intentan sobrevivir a la furia asesina del gatito.

- Kokeshi (こけし?). Los concursantes se ven obligados a jugar a dos juegos típicos de jardín de infancia con cinco muñecas Kokeshi voladoras. A los primeros los desafiarán a Kagome Kagome, donde un concursante con los ojos vendados debe adivinar cuál de las cuatro muñecas se quedara a su espalda, al final de la canción. En otro juego una Kokeshi intentará matarlos persiguiéndolos, donde la única forma de salvarse es ir cogido de las manos.

- Shirokuma (シロクマ, Literalmente: Oso Polar?), inspirado en el manga japonés Shirokuma Cafe del mangaka Aloha Higa. Los participantes deben responder con la verdad a una serie de preguntas, realizadas por una reproducción gigante del protagonista del manga, y en el caso de que alguien mienta descubrir al traidor y entregarlo.

- Muñecas Matrioshka (en ruso: матрёшка /mʌˈtrʲoʂkə/). Su apariencia, al igual que las muñecas Kokeshi, sirve exclusivamente como puente entre juegos. A diferencia del tercer desafío, los 2 juegos anunciados por las muñecas seguirán las reglas del Shiritori.

- El juego de "Patea la lata", se elige un jugador al azar para desempeñar el papel de cazador. Su primera tarea es coger una lata y colocarla cerca del área de recolección, para luego tener que encontrar y capturar a los demás jugadores. Para liberar a los prisioneros, uno de los jugadores tendrá que patear la lata antes de ser descubierto.

- El último juego no es anunciado y se basa únicamente en la suerte y el engaño de la entidad. Sin que los jugadores lo sepan, se les ofrece a cada uno, un helado paleta con las palabras "Vives" o "Mueres" escritas en el palo. Solo dos de los cinco podrán salvarse, mientras que los tres restantes serán quemados vivos por las muñecas Matrioshka.

## Reparto
| Actor            | Papel                              |
| ---------------- | ---------------------------------- |
| Sōta Fukushi     | Shun Takahata                      |
| Hirona Yamazaki  | Ichika Akimoto                     |
| Ryūnosuke Kamiki | Takeru Amaya                       |
| Mio Yūki         | Shoko Takase                       |
| Shōta Sometani   | Satake                             |
| Jingi Irie       | Eiji Oku                           |
| Ryōsuke Yamamoto | Mikinori Taira                     |
| Minori Hagiwara  | Yumi Taoka                         |
| Sasuke Ōtsuru    | Yukio Sanada                       |
| Naoto Takahashi  | Kotaro Maeda                       |
| Nijirō Murakami  | Haruhiko Yoshikawa                 |
| Lily Franky      | hombre sin hogar / Dios            |
| Nao Ōmori        | Takumi                             |
| Dori Sakurada    | Presidente de la clase             |
| Daisuke Kikuta   | Morikawa                           |
| Rio Takahashi    | Estudiante de clase 2-B            |
| Yūta Sakamoto    | Estudiante de clase 2-B            |
| Masahiro Usui    | Estudiante de clase 2-B            |
| Chiemi Toi       | Estudiante de clase 2-B            |
| Yōko Kita        | Estudiante de clase 2-B            |
| Takayuki Yanagi  | Estudiante de clase 2-B            |
| Shōtarō Ōkubo    | Estudiante de clase 2-B            |
| Kyo Nagai        | Estudiante de clase 2-B            |
| Rena Shimura     | Estudiante de clase 2-B            |
| Yū Hamagashira   |                                    |
| Saori Seto       |                                    |
| Tōru Mizuno      |                                    |
| Kana Nakagawa    | Hanaoka (estudiante de clase 3-E)  |
| Ryōsuke Kawamura | Estudiante en el juego Maneki-neko |
| Ayu Higashi      | Estudiante en el juego Maneki-neko |
| Shion Tsuchiya   | Estudiante en el juego Maneki-neko |
| Atsushi Ogawa    | Locutor                            |
| Arisa Nakajima   | Ishinami Nahoko (reportera)        |
| Junpei Yasui     | Reportero                          |
| Kentarō Tamura   | Reportero                          |
| Kisetsu Fujiwara | Alumno                             |
| Rika Hoshina     | Alumna                             |
| Hiroaki Harada   |                                    |
| Sakichi Sato     | Okuhira Tadakatsu (profesor)       |
| Nobue Iketani    | Madre de Takumi                    |
| Reiko Takashima  | Madre de Shun                      |
| Nao Ōmori        | Takumi                             |

### Reparto de voces
- Tommy's Masa (トミーズ雅?) como Daruma.
- Atsuko Maeda (前田 敦子, Maeda Atsuko?) como Maneki-neko.
- Katsuhiro Higo (肥後克広, Higo Katsuhiro?) como Kokeshi Taro.
- Ryūhei Ueshima (上島 竜兵, Ueshima Ryūhei?) como Kokeshi Kenichi.
- Jimon Terakado (寺門 ジモン, Terakado Jimon?) como Kokeshi Oni.
- Ikuko Tatsu (達依久子, Tatsu Ikuko?) como Kokeshi Hanako.
- Michiyo Yanagisawa (柳沢三千代, Yanagisawa Michiyo?) como Kokeshi Akemi.
- Tetsu Watanabe (渡辺 哲, Watanabe Tetsu?) como Salmón.
- Tsutomu Yamazaki (山崎 努, Yamazaki Tsutomu?) como Oso polar.
- Wasabi Mizuta (水田 わさび, Mizuta Wasabi?) como Muñecas Matrioshka grandes y pequeñas.
- Etsuko Kozakura (小桜 エツ子, Kozakura Etsuko?) como Muñecas Matrioshka medianas y pequeñas.

## Otros créditos
- Productor ejecutivo principal: Minami Ichikawa.
- Productor ejecutivo: Akihiro Yamauchi.
- Planificación y producción: Hisashi Usui.
- Productores: Yûsuke Ishiguro, Misako Saka y Shigeji Maeda.
- Productor de línea: Tomoyuki Imai y Toru Mori.
- Productor coordinador: Takeshi Satô.
- Iluminación: Yoshi Watabe.
- Diseñador de producción (arte): So Hashimoto.
- Grabación (sonido): Jun Nakamura.
- Asistente de dirección: Ryûsuke Kurahashi.
- Supervisora de efectos visuales: Kaori Ohtagaki (Kaori Ôtagaki)
- Efectos de sonido: Kenji Shibasaki.
- Departamento de maquillaje: Yûichi Matsui y Fumihiro Miyoshi.
- Cooperación de producción: Rakueisha.

## Producción
Para el rodaje de las escenas en la escuela, como la del gato Maneki-neko, se utilizaron las antiguas aulas y gimnasio de la escuela secundaria Ihara, en el barrio de Shimizu-ku, ciudad de Shizuoka.

## Lanzamiento
La película se estrenó el 18 de octubre de 2014 en el Festival de Cine de Roma de Italia, donde el director Takashi Miike sería el primer japonés en recibir el premio Maverick, un galardón especial que se otorga al director más original y prolífico de la industria cinematográfica contemporánea.Llegó a los cines japoneses 15 de noviembre de 2014, y en enero de 2015 los ingresos de la taquilla fueron de 1.220 millones de yenes.En España se estrenó en el Festival de cine de sitges de 2015, junto a Yakuza Apocalypse, ambas en sección oficial a competición.

Fue lanzada en Japón en DVD y Blu-ray el 20 de mayo de 2015, publicado por Kodansha y distribuido por Tōhō, en dos ediciones distintas:
- As the Gods Will Standard Edition (神さまの言うとおり 通常版?) (1 disco) versión en DVD [5]y Blu-ray.[6]
  - Anuncio especial, tráiler y anuncio de televisión.
- As the Gods Will Special Edition (神さまの言うとおり スペシャル・エディション?) (2 discos) versión en DVD [7]y Blu-ray.[8]
  - Disco 1: Disco principal en DVD o Blu-ray (igual que la versión estándar)
  - Disco 2: Disco extra en DVD (90 min.)
    - Making of.
    - Festival de Cine de Roma.
    - Estreno en Japón.
    - Saludos en el escenario el día de la inauguración.
    - Intento de récord mundial Guinness.
    - Cómo se hizo el doblaje de Atsuko Maeda.

  - Folleto de fotografías (32 páginas)
  - Estuche exterior especial.

El 5 de junio de 2018 fue lanzada, fuera de Japón, en un paquete combinado que contiene la película en los formatos Blu-ray y DVD, por Funimation. Más tarde también estuvo disponible en Crunchyroll.

## Recepción
Panos Kotzathanasis en una reseña para Asian Movie Pulse, escribió: «"As the Gods Will" es una gran película que se beneficia al máximo de sus valores de producción y de la presencia de Takashi Miike en la posición de director, que definitivamente satisfará tanto a sus fanáticos como a los del manga».
En una reseña de Almas Oscuras comentaron: «Con una estética muy cuidada, excelentes efectos digitales, localizaciones preciosistas y sangre a chorros, As the Gods Will pasa de la tensión al drama, al romance, a la indignación, sin dejar nunca de ser una grandiosa película de entretenimiento malsano pero divertido. Es cierto que Miike tiene películas más severas, con imágenes más extrañas y agresivas, con una lógica extravagante y extremadamente originales, pero As the Gods Will cumple y lo hace de una forma excelsa. Para los que no conocen el cine de Takashi Miike es un buen acercamiento antes de pasar a sus películas más salvajes y despiadadas. Para los que conocen al Miike brutal quizás sientan que le faltaron más vísceras, pero aún así les encantará».

## Controversia
En 2021, la serie surcoreana de Netflix, El juego del calamar, fue acusada de plagiar la película, ya que ambas tratan sobre juegos infantiles donde la pena por perder es la muerte, siendo el primer juego de ambas "Luz Roja, Luz Verde". Sin embargo, el guionista y director Hwang Dong-hyuk afirmó haber escrito el guion de El juego del calamar en 2009, cinco años antes del estreno de "As the Gods Will", afirmando que: «las similitudes señaladas son pura coincidencia y no hay copia de ninguna de las partes».

## Reconocimientos
- 48.º Festival Internacional de Cine de Cataluña - Sitges 2015 [13]
  - Nominada a la mejor película
- 38.º Premios de la Academia Japonesa de 2015 (Películas del 2014)
  - ganadora. Nueva estrella del año: Sōta Fukushi

## Manga
La película está basada en el manga shōnen "Kamisama no iu tôri" escrito por Muneyuki Kaneshiro e ilustrado por Akeji Fujimura.Fue serializado en la revista de manga Bessatsu Shōnen Magazine de Kodansha, de febrero de 2011 a octubre de 2012, con sus capítulos recopilados en cinco volúmenes de tankōbon. Una segunda serie titulada As the Gods Will: The Second Series, se publicó por entregas en la revista Shūkan Shōnen Magazine desde enero de 2013 hasta diciembre de 2016, con sus capítulos recopilados en 21 volúmenes. De enero a febrero de 2017 se publicó una precuela de cuatro capítulos, titulada As the Gods Will Zero, en la aplicación Magazine Pocket y el sitio web de Kodansha.
La película está basada, concretamente, en el primer arco de la serie manga.
En España la primera parte del manga fue publicada con el título As the Gods Will. From the new world, en cinco volúmenes, por la editorial Distrito Manga, desde el 7 de julio de 2022 hasta el 30 de marzo de 2023.La secuela comenzó publicarse el 5 de octubre de 2023, con un total de diez volúmenes, también editados por Distrito Manga.